# نوامغار
نوامغار هي قرية ساحلية و بلدية ريفية في ولاية داخلة نواذيبو في غرب موريتانيا. تقع القرية على بعد 150 كم شمال - شمال شرق العاصمة نواكشوط و 180 كم جنوب غرب نواذيبو و يقع عند مدخل كيب تيميرس. و بها ميناء صيد تقليدي ونشط حيث يتم استخدام تقنيات الصيد القديمة التي تستخدم فيها الدلافين لتطويق وتقريب مجموعات الأسماك من الساحل ثم يتم صيدها في شباك معدة لهذا الغرض.

## التاريخ
عاش شعب إمراغوين في قرية الصيد ( نوامغار )، التي تعتمد تقاليدها على القديم تقنيات الصيد.
شهدت المدينة تغييرات منذ أن أعلنت اليونسكو محمية حوض أرغين الوطنية موقع تراث العالمي كما يقع الآن المركز الإداري لهيئة المحمية في نوامغار و تعتبر أحد أهم النقاط الوصول المحورية إلى المحمية.

## السكان
في تعداد عام 2013 ، كان عدد سكان نوامغر 1,949 نسمة.